# Atlanta Open 2023
L'Atlanta Open 2023 è stato un torneo di tennis giocato sul cemento. È stata la 35ª edizione dell'evento facente parte della categoria ATP Tour 250 nell'ambito dell'ATP Tour 2023. Si è giocato all' Atlantic Station di Atlanta, negli Stati Uniti, dal 24 al 30 luglio 2023.

## Partecipanti

### Teste di serie
| Giocatore   | Nazionalità         | Ranking* | Testa di serie |
| ----------- | ------------------- | -------- | -------------- |
| Stati Uniti | Taylor Fritz        | 9        | 1              |
| Australia   | Alex de Minaur      | 18       | 2              |
| Regno Unito | Daniel Evans        | 29       | 3              |
| Giappone    | Yoshihito Nishioka  | 30       | 4              |
| Stati Uniti | Christopher Eubanks | 31       | 5              |
| Stati Uniti | Ben Shelton         | 39       | 6              |
| Francia     | Ugo Humbert         | 40       | 7              |
| Stati Uniti | Jeffrey John Wolf   | 47       | 8              |

* Ranking al 17 luglio 2023.

### Altri partecipanti
I seguenti giocatori hanno ricevuto una wild card per il tabellone principale:
- Andres Martin
- Gaël Monfils
- Ethan Quinn

Il seguente giocatore è entrato nel tabellone principale con il ranking protetto:
- Kei Nishikori

I seguenti giocatori sono entrati nel tabellone principale come special exempt:
- John Isner
- Alex Michelsen

I seguenti giocatori sono passati dalle qualificazioni:

- Lloyd Harris
- James Duckworth
- Jason Jung
- Shang Juncheng

### Ritiri
- Nuno Borges → sostituito da  Christopher Eubanks
- Aleksandr Bublik → sostituito da  Corentin Moutet
- Marcos Giron → sostituito da  Thanasi Kokkinakis
- Adrian Mannarino → sostituito da  Aleksandar Vukic
- Mackenzie McDonald → sostituito da  Dominik Koepfer

## Partecipanti al doppio

### Teste di serie
| Nazione     | Giocatore         | Nazione       | Giovatore              | Ranking* | Testa di serie |
| ----------- | ----------------- | ------------- | ---------------------- | -------- | -------------- |
| Regno Unito | Jamie Murray      | Nuova Zelanda | Michael Venus          | 50       | 1              |
| Francia     | Nicolas Mahut     | Francia       | Édouard Roger-Vasselin | 54       | 2              |
| Brasile     | Marcelo Melo      | Australia     | John Peers             | 65       | 3              |
| Stati Uniti | Nathaniel Lammons | Stati Uniti   | Jackson Withrow        | 69       | 4              |

* Ranking al 17 luglio 2023.

### Altri partecipanti
Le seguenti coppie hanno ricevuto una wildcard per il tabellone principale:
- Trent Bryde /  Ethan Quinn
- Kevin King /  Andres Martin

La seguente coppia di giocatori è entrata in tabellone con il ranking protetto:
- Lloyd Harris /  Thanasi Kokkinakis

La seguente coppia di giocatori è entrata in tabellone come alternate:
- Andrew Harris /  Aleksandar Vukic

### Ritiri
- Marcelo Arévalo /  Jean-Julien Rojer → sostituiti da  Evan King /  Constant Lestienne
- Matthew Ebden /  John-Patrick Smith → sostituiti da  Daniel Evans /  John-Patrick Smith
- Lloyd Harris /  Thanasi Kokkinakis → sostituiti da  Andrew Harris /  Aleksandar Vukic

## Punti e montepremi

### Punti
| Torneo    | V   | F   | SF | QF | 2T | 1T | Q  | Q2 | Q1 |
| Singolare | 250 | 150 | 90 | 45 | 20 | 0  | 12 | 6  | 0  |
| Doppio    | 250 | 150 | 90 | 45 | 0  | –  | –  | –  | –  |

### Montepremi
| Torneo    | V        | F       | SF      | QF      | 2T      | 1T     | Q2     | Q1     |
| Singolare | $112,125 | $65,405 | $38,450 | $22,280 | $12,940 | $7,905 | $3,955 | $2,155 |
| Doppio    | $38,960  | $20,850 | $12,230 | $6,830  | $4,020  | –      | –      | –      |

## Campioni

### Singolare
Taylor Fritz ha sconfitto in finale  Aleksandar Vukic con il punteggio di 7-5, 6(5)-7, 6-4.
• È il sesto titolo in carriera per Fritz, il secondo in stagione.

### Doppio
Nathaniel Lammons /  Jackson Withrow hanno sconfitto in finale  Max Purcell /  Jordan Thompson con il punteggio di 7-6(3), 7-6(4).